# Thornton-le-Beans
Thornton-le-Beans è un villaggio e parrocchia civile dell'Inghilterra, appartenente alla contea del North Yorkshire.